# Светлый Путь (Воронежская область)
Светлый Путь — посёлок в Аннинском районе Воронежской области России. Входит в Новокурлакское сельское поселение.

## География

### Улицы
- ул. Лесная.

## Население
| 2000 | 2005 | 2010 |
| ---- | ---- | ---- |
| 1    | ↗2   | ↘0   |

По переписи 1926 года в посёлке Новый Израиль Старокурлакского 1-го сельсовета Анненской волости Бобровского уезда Воронежской губернии проживало 33 человека в 8 хозяйствах.
По переписи 2002 года в посёлке Светлый Путь проживало 2 человека, русские. По переписи 2010 года — без населения.
В 2024 году спор вокруг вывоза мусора между единственной жительницей посёлка и мусорным оператором стал предметом судебного разбирательства.